# Synthia Saint James

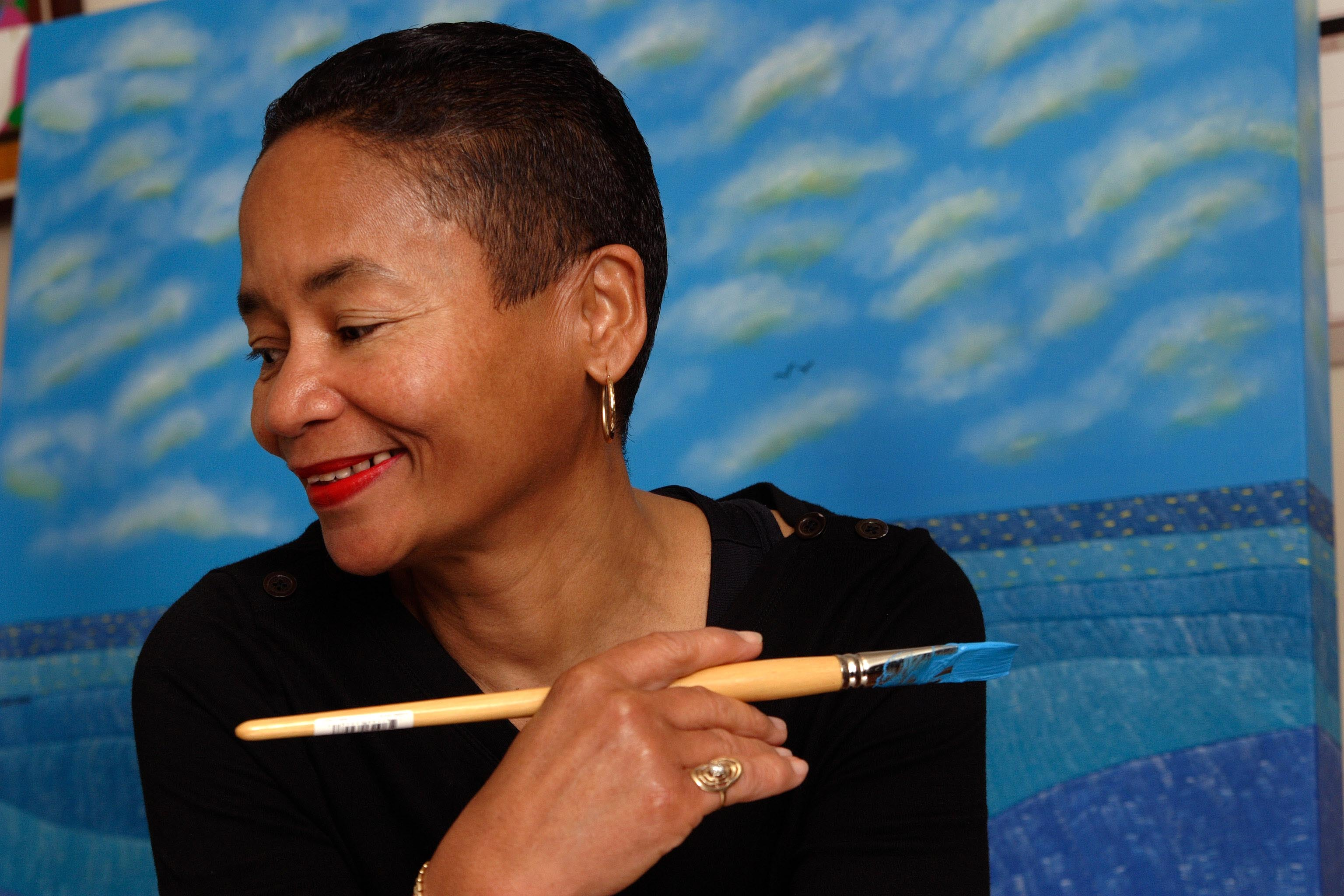
Synthia Saint James

Synthia Saint James (* 11. Februar 1949 in Los Angeles) ist eine amerikanische Autorin und Illustratorin für Kinderbücher.

## Leben
Synthia Saint James wuchs in Los Angeles, Kalifornien und in der Bronx, New York auf. Ihre erste eigene Zeichnung verkaufte sie im Alter von 20 Jahren in New York City. Mittlerweile hat sie unzählige Bücher geschrieben und illustriert.
Grüßere Bekanntheit erlangte sie durch Terry McMillan's Buch „Waiting to Exhale“, sowie durch ihr Design der ersten Kwanzaa Briefmarke für das Postamt der Vereinigten Staaten, welche im Jahre 1997 herausgegeben wurde. Sie entwarf ebenso die Marke des Jahres 2016  „Kwanzaa Forever“.
Synthia Saint James hatte 1977 ihre erste Einzelausstellung. Sie fand im „Inner City Cultural Center“ in Los Angeles, California, statt. Jene Schule an der sie auch „Performing Arts“ studierte.  Im Jahre 1980 folgte ihre erste internationale Ausstellung in Paris, in Frankreich.
Am 9. Mai 2010 erhielt sie den Ehrendoktor (Doctor of Humane Letters) von der Saint Augustine’s University, Raleigh, North Carolina.
Saint James unternimmt alljährliche Gastauftritte in Schulen und an Universitäten, hält Vorträge und bietet Workshops, u. a. im Bereich Marketing, an.
Sie lebt in Los Angeles.

## Würdigungen (Auswahl)
- 2015: „Villager Award“ - Afram Global Organization Inc, The Village P.r.o.j.e.c.t.s.
- 2008: „Woman of the Year“ - 26th Senatorial District of California
- 2007: “A Tribute to Synthia SAINT JAMES” - The Home Depot Center Charitable Foundation & AEG Worldwide
- 2006: "MOSTE Inspirational Woman”	- MOSTE Foundation
- 2005: “The Samella Award” - Center for the Arts of the African Diaspora
- 1997: “UNICEF Greeting Card Award” - UNICEF

## Werke
- The Gifts of Kwanzaa. Saint James, Synthia (1994). Whitman, Albert & Company. ISBN 978-0-8075-2907-2.
- Snow on Snow on Snow. Cheryl Chapman / Saint James (1994). Penguin. ISBN 978-0-8037-1457-1.
- Sunday. Saint James, Synthia (1996). Whitman, Albert & Company. ISBN 978-0-8075-7658-8.
- How Mr. Monkey Saw the Whole World. Myers/Saint James (1997). Random House. ISBN 978-0-440-41415-5.
- Greetings, Sun. Gershator/Saint James (2000). DK/Penguin. ISBN 978-0-7894-2660-4.